# Turmalinsolängel
Turmalinsolängel (Heliangelus exortis) är en fågel i familjen kolibrier.

## Utbredning och systematik
Fågeln förekommer i Anderna i Colombia och i Andernas östsluttning i nordvästra Ecuador. Den behandlas som monotypisk, det vill säga att den inte delas in i några underarter.

## Status
IUCN kategoriserar arten som livskraftig.